# Murex (album)
Murex è il terzo album degli A3 Apulia Project pubblicato nel 2014.

## Tracce
1. Krock – 3:20
2. Smetto – 3:14
3. Road Map – 3:51
4. Golpe – 2:15
5. Giostre – 3:26
6. 6 marzo 1853 – 2:41
7. Piazza affari – 2:54
8. La course du soleil – 2:45
9. Lu rusciu – 3:08
10. Riturnella – 3:50
11. Macedonia – 2:38